# 南陽慧忠
南陽慧忠（なんよう えちゅう）は、中国の唐代の禅僧。諡は大証禅師。俗姓は冉、名は虎茵。越州諸曁県の出身。禅宗の六祖慧能の直弟子である。粛宗・代宗と2代の皇帝の参禅の師となり、慧忠国師と称せられた。

## 生涯
幼い頃から仏法を学び経典に堪能だった。16歳の時、慧能の門下に入り、悟りを得た。慧能の入寂後は五嶺・四明山・天目山などを歴遊して参学し、南陽白崖山の党子谷に庵を結び40年の間隠棲した。上元2年（761年）、粛宗の勅命により長安に上り、宮廷において教えを授けた。大暦10年12月19日（776年1月14日）、入寂。代宗は国師号を贈った。
中国では単に国師といえば、ほとんどの場合慧忠のことを指すといわれる。

## 公案

### 「無門関」第17則
國師三喚侍者。侍者三應。國師云、將謂吾辜負汝、元來却是汝辜負吾。

### 「碧巖録」第18則
挙。粛宗皇帝問忠国師、百年後所須何物。国師云、与老僧作箇無縫塔。帝曰、請師塔様。国師良久云、会麼。帝云、不会。国師云、吾有付法弟子耽源、却諳此事。請詔問之。国師遷化後、帝詔耽源問、此意如何。源云、湘之南、潭之北。